# Choana
Een choana (van Oudgrieks χοάνη, trechter) is de achterste neusopening, tussen de neusholte en de nasofarynx.
De beide choanae zijn gescheiden door de vomer.
De choana is een holte begrensd door:
- de lamina horizontalis van het os palatinum,
- het os sphenoidale
- de mediale pterygoïde plaat.

Gewervelden, meer bepaald tetrapoda beschikken over choanae, het zijn ook de enige species met een vomeronasaal orgaan. De choanae zouden bij Rhipidistia zijn geëvolueerd om lucht te kunnen snuiven zonder de kaken te openen toen de gewervelden nog in het water leefden. Andere vissen zouden niet over choanae beschikken.